# Barobata
Genre
Barobata est un genre de lépidoptères (papillons) de la famille des Erebidae et de la sous-famille des Lymantriinae.